# Mistrovství světa v basketbalu žen 1953
1. mistrovství světa  v basketbalu žen proběhlo v dnech 7. – 22. března v Chile.
Turnaje se zúčastnilo deset družstev, která musela hrát dvě kvalifikační kola o postup do finálové skupiny, do které postoupilo šest nejlepších týmů. Zbylé čtyři hrály ve skupině o 7. - 10. místo. Prvním mistrem světa se stal tým Spojených států.

## Výsledky a tabulky

### 1. kolo
Francie –  Peru	62:22 (28:10)
 Brazílie –  Kuba	50:31 (21:16)
 USA –  Paraguay	60:28 (25:14)
 Argentina –  Mexiko 	39:24 (18:8)
 Chile –  Švýcarsko	37:28 (18:15)

### 2. kolo
Paraguay –  Mexiko 	41:33 (15:16)
 Kuba –  Švýcarsko	32:28	(10:14)
 Kuba –  Peru	42:29 (28:17)
 Paraguay –  Peru	42:30 (18:11)
 Paraguay –  Kuba	69:59 (17:15)

### Finále
|    |           | USA   | CHI   | FRA   | BRA   | PAR   | ARG   | V | P | Skóre   | B |
| 1. | USA       | ***   | 49:36 | 41:37 | 23:29 | 41:31 | 34:22 | 4 | 1 | 188:155 | 9 |
| 2. | Chile     | 36:49 | ***   | 45:35 | 41:37 | 67:42 | 38:44 | 3 | 2 | 227:207 | 8 |
| 3. | Francie   | 37:41 | 35:45 | ***   | 49:37 | 58:27 | 48:26 | 3 | 2 | 227:176 | 8 |
| 4. | Brazílie  | 29:23 | 37:41 | 37:49 | ***   | 40:37 | 40:36 | 3 | 2 | 183:186 | 8 |
| 5. | Paraguay  | 31:41 | 42:67 | 27:58 | 37:40 | ***   | 33:31 | 1 | 4 | 170:237 | 6 |
| 6. | Argentina | 22:34 | 44:38 | 26:48 | 36:40 | 31:33 | ***   | 1 | 4 | 159:193 | 6 |

### O 7. - 10. místo
|     |           | PER   | MEX   | SUI   | CUB   | V | P | Skóre  | B |
| 7.  | Peru      | ***   | 41:27 | 34:26 | 31:20 | 3 | 0 | 106:73 | 6 |
| 8.  | Mexiko    | 27:41 | ***   | 40:25 | 31:28 | 2 | 1 | 98:94  | 5 |
| 9.  | Švýcarsko | 26:34 | 25:40 | ***   | 17:5  | 1 | 2 | 68:79  | 4 |
| 10. | Kuba      | 20:31 | 28:31 | 5:17  | ***   | 0 | 3 | 53:79  | 3 |

## Soupisky
1.  USA
| - Agnes Baldwin - Pauline Bowden - Betty Clark - Fern Gregory Nash | - Agnes Lloyd - Grear Lurlyne - Betty Murphy - Mildred Sanders | - Janet Thompson - Katherine Washington - Dorothy Welp |

2.  Chile
| - Alicia Hernandez - Amalia Villalobos - Caty Meyer Hurtado - Elena Yavar Romo | - Fedora Penelli - Hilda Ramos - Julia Leon Astudillo - Laura Pina Pallmar | - Lucrecia Teran - Maria Gallardo - Marta Ortiz Silva - Onesima Reyes |

3.  Francie
| - Micheline Béjaud - Jacqueline Biny - Anne-Marie Colchenová - Evelyne Golhen | - Andrée Henry - Edith Kloeckner-Taver - Therese Marfaing - Paulette Neyraud | - Gisele Roques - Odette Roques - Eliane Savelli - Alice Sellier |

4.  Brazílie
| - Aglaé Giorgio - Anésia da Costa - Isaura Gama Alvarez - Ivone Santos | - Maria Aparecida Cardoso "Cida" - Maria Aparecida Ferrari - Martha Kampmann - Nair Kanawati | - Nívea Figueiredo - Noêmia Assumpção - Wanda Bezerra - Ulbrich "Coca" |

5.  Paraguay
| - África Bataglia - Cira Escudero - Dora Ilse Chase - Edite Nunez | - Gloria Hellmann - Heide Von Eckrarstberg - Íris Aranguren | - Lila Acosta Moreno - Maria Éster Lopez - Maria Teresa Escobar |

7.  Peru
| - Afa Volpe - Elvira Farfan - Isabel Delgado - Margot De Balbuena | - Mercedes Diaz - Nancy Boloarte - Nelly Bedregal - Nelly Castillo | - Olinda Yip - Rina Espinoza - Rosa Carranza - Silvia Gallegos |

8.  Mexiko
| - Adela Cortez - Amparo Agullar - Bertha Chiu - Carmem Cortez | - Concepcion Ojeda - Elia Yiin - Elsa Gamborino - Isabel Alfaro | - Margarita Garcia - Pilar Rivero Mota - Rosa Reyna - Tona Gomez |

9.  Švýcarsko
| - Claudine Clot - Elyane Girod - Gilberte Chevalier - Gladys Guichard | - Huguete Bartschi - Jacote Schroder - Liliane Pfeuti - Marrie Vicent | - Monique Pochon - Monique Ruhler - Monique Schneiderm - Yvonne Damon |

10.  Kuba
| - Alicia Thaureaux - Estela Palacios - Estrella Suarez - Irma Buergo | - Josefina Millas - Maria Perez - Mary Morales - Ofelia Aldao | - Ofélia Gonzalez - Olga Portella - Olga Veulens - Silvia Soler |

## Konečné pořadí
| Pořadí           | Tým       | Z | V | P | Skóre   | B  |
| ---------------- | --------- | - | - | - | ------- | -- |
| Zlatá medaile    | USA       | 6 | 5 | 1 | 248:183 | 11 |
| Stříbrná medaile | Chile     | 6 | 4 | 2 | 264:235 | 10 |
| Bronzová medaile | Francie   | 6 | 4 | 2 | 289:198 | 10 |
| 4.               | Brazílie  | 6 | 4 | 2 | 233:217 | 10 |
| 5.               | Paraguay  | 9 | 4 | 5 | 350:419 | 13 |
| 6.               | Argentina | 6 | 2 | 4 | 198:217 | 8  |
| 7.               | Peru      | 6 | 3 | 3 | 187:219 | 9  |
| 8.               | Mexiko    | 5 | 2 | 3 | 155:174 | 7  |
| 9.               | Švýcarsko | 5 | 1 | 4 | 124:148 | 6  |
| 10.              | Kuba      | 7 | 2 | 5 | 217:255 | 9  |